# Луцький підшипниковий завод
Луцький підшипниковий завод — українське підприємство з виробництва вальниць.

## Історія
Завод почали будувати в 1976 році, як Державний підшипниковий завод № 28. Із 1998 року він — у складі транснаціональної корпорації SKF.
З 1998 року ПрАТ «СКФ Україна» (публічне) (до 16 лютого 2007 року — ВАТ «Луцький підшипниковий завод») входить до складу корпорації SKF.

## Галузі
- Виробництво підшипників, зубчастих передач, елементів механічних передач та приводів
- Оптова торгівля залізними виробами, водопровідним та опалювальним устаткуванням
- Рекламна діяльність

## Продукція
Найбільший споживач продукції луцького заводу — підприємства групи Volkswagen. Підшипники також поставляються провідним світовим і європейським автовиробникам — MAN, Iveco, Scania, Meritor і т. д. Компоненти поставляються іншим заводам SKF в Німеччині, Польщі, Іспанії, Бразилії, Китаї.
Основними деталями роликових конічних підшипників, які виготовляє «СКФ Україна», є зовнішнє кільце, внутрішнє кільце, сепаратор і комплект роликів.

## Сьогодення
У березні 2021 року підприємство оштрафували за незаконні викиди в атмосферу. Інспектори Держекоінспекції у Волинській області нарахували 8 мільйонів 102 тисячі 348 гривень збитків за період, коли підприємство здійснювало викиди забруднювальних речовин в атмосферу без дозволу.